# ルネ・ラシーヌ (小惑星)
ルネ・ラシーヌ (45580 Renéracine) は、小惑星帯（メインベルト）の小惑星。カナダのデニス・ベルジュロン (Denis Bergeron) がケベック州のヴァルデボワ (Val-des-Bois) で発見した。
カナダの天文学者でモンメガンティク天文台の所長を務めた、ルネ・ラシーヌから命名された。